# Rue René Declercq
Pour les articles homonymes, voir Declercq.
La rue René Declercq (en néerlandais : René Declercqstraat) est une rue bruxelloise de la commune de Woluwe-Saint-Pierre qui va du bas de l'avenue Charles Thielemans jusqu'au carrefour de la rue Louis Titeca, de la rue Paul Wemaere et de la rue Jean Wellens.
Il s'agit d'une rue à sens unique, accessible uniquement en direction de l'avenue Charles Thielemans, mais à double sens pour les cyclistes (Sul).

## Historique et description
Le nom de la rue vient d'un soldat domicilié dans la commune de Woluwe-Saint-Pierre, cavalier de 2e classe né le 4 mai 1892 et tué au combat à Opprebais le 16 août 1914 durant la Première Guerre mondiale.

## Inventaire régional des biens remarquables
- Rue René Declercq – Inventaire du patrimoine architectural de la Région de Bruxelles-Capitale